# Henri San Juan
Pour les articles homonymes, voir San Juan.
Henri San Juan (Henri Joseph Sanjuan) est un acteur français, né à Châteauroux le 18 mars 1924, mort à Eaubonne (Val-d'Oise) le 21 septembre 1960.

## Filmographie
- 1945 : Le Bataillon du ciel de Alexandre Esway
- 1945 : Les Démons de l'aube de Yves Allégret - Un homme du commando
- 1946 : Le Père tranquille de René Clément - Un résistant dans le café
- 1948 : Le Colonel Durand de René Chanas
- 1949 : Histoires extraordinaires de Jean Faurez - Arnold
- 1949 : Orphée de Jean Cocteau - Un jeune homme au café des poètes
- 1949 : La Soif des hommes de Serge de Poligny
- 1950 : L'Étrange Madame X de Jean Grémillon - Un ouvrier
- 1951 : Jep le traboucaire de Jean Faurez
- 1951 : Les Mains sales de Fernand Rivers et Simone Berriau - Léon
- 1952 : La neige était sale de Luis Saslavsky
- 1953 : La rafle est pour ce soir de Maurice Dekobra - La Belette
- 1953 : Leur dernière nuit de Georges Lacombe - Un gangster
- 1955 : Dix-huit Heures d'escale de René Jolivet - Pablo Gonzalès
- 1955 : Le Couteau sous la gorge de Jacques Séverac - Le Chinois
- 1955 : Gueule d'ange de Marcel Blistène - Un gangster
- 1955 : Mémoires d'un flic de Pierre Foucaud - Marco
- 1956 : Série noire de Pierre Foucaud - Gauvin
- 1957 : Cargaison blanche de Georges Lacombe - Tony, un homme de main
- 1957 : Deuxième Bureau contre inconnu de Jean Stelli
- 1957 : Un certain Monsieur Jo de René Jolivet - Villequin
- 1958 : La Tête contre les murs de Georges Franju - Le patron du billard
- 1960 : Chien de pique de Yves Allégret